# Pan American World Airways
Pan American World Airways, uobičajeno zvan Pan Am, bila je vodeća međunarodna aviokompanija SADa od 1930-tih do njenog raspada 4. prosinca 1991. godine. Osnovana je 14. ožujka 1927. godine u Key Westu na Floridi kao kompanija koja pruža usluge u prijevozu s hidroavionima. Prateći inovacije koje je oblikovala međunarodna zrakoplovna industrija tadašnjeg doba uključujući rasprostranjeno korištenje mlaznih i širokotrupnih zrakoplova kao što su Boeing 747, aviokompanija postaje jedna od vodećih. Bila je prepoznatljiva i po svom plavom logotipu (poznat kao "plava lopta") te je bila američka kulturna ikona 20-tog stoljeća kao i njen neslužbeni nacionalni avioprijevoznik. U svojoj floti Pan Am je imao 226 zrakoplova (Airbus A300, A310; Boeing 727, 737, 747)
Pan Am je uskrsnuo šest puta nakon 1991. godine no jedino zajedničko između novonastalih kompanije i Pan Ama bilo je ime. 